# 天主教濟金紹爾教區
天主教濟金紹爾教區（拉丁語：Dioecesis Ziguinchorensis）是塞內加爾一個羅馬天主教教區，屬達喀爾總教區。
1939年4月25日設立宗座監牧區，1952年7月10日升為代牧區。1955年9月14日升為教區。
教區範圍包括塞內加爾西南部濟金紹爾區。2010年有教友108,696人（佔轄區總人口16.6%）、廿五個堂區、九十七名司鐸。現任教區主教為保羅·阿貝爾·曼巴。